# Municipio Tecpatán
Koordinaten: 17° 8′ N, 93° 19′ W
Tecpatán ist ein Municipio im Westen des mexikanischen Bundesstaats Chiapas. Tecpatán war das Zentrum der Kultur Zoque. Der Name dieses Ortes kommt aus dem Nahuatl und bedeutet „Platz des Feuersteins“.
Dieses Municipio hat etwa 41.000 Einwohner und ist mit 770,1 km² eines der größten des Bundesstaates. Verwaltungssitz und größter Ort des Municipio ist das gleichnamige Tecpatán.

## Lage
Tecpatán liegt südlich der Bundesstaaten Veracruz de Ignacio de la Llave und Tabasco. Innerhalb des Bundesstaates grenzt es östlich an die Municipios Francisco León und Copainalá (Südosten) Ostuacán, im Süden an Berriozábal und Ocozocoautla de Espinosa (Südwesten), im Westen an Cintalapa. Der Bundesstaat Oaxaca stößt im Nordwesten an das Gebiet. Die Durchschnittstemperatur liegt bei 20 bis 28 °C und die Niederschlagsmenge bei 1 500 bis 3 500 mm.

## Geschichte
Der Name Tecpatán stammt ursprünglich aus den Nahuatl und setzt sich aus zwei Teilen zusammen. Técpatl bedeutet spanisch cuchillo de pedernal ‚Messer aus Feuerstein‘ das Suffix -tlan steht für einen Zusatz der ein größeres Vorkommen anzeigt. Daher bedeutet es im übertragenen Sinn „Platz der Feuersteinmesser“. Das Volk, das dieses Gebiet vor der Eroberung durch die Spanier besiedelte nannte sich Ocahual ‚Kriegervolk‘ und gehörte zur Zoquekultur.
Auf diesem Gebiet gab es zunächst olmekische Siedlungen, später spielte es eine wichtige Rolle für die Entwicklung der Zivilisation der Zoque. Im 15. Jahrhundert wurden das Territorium von den Azteken unter ihrem Anführer Tiltototl angegriffen und für ihren Herrscher Auítzotl erobert. Seither trägt es den Namen Tecpatlán.
Im 16. Jahrhundert wurde Tecpatán katholisch und es wurde das Kloster von Santo Domingo gebaut. Das Gebäude mit einer Fassade im Barockstil wurde 1560 von den Dominikanern unter der Leitung des Fray Antonio de Pamplona in der Stadt Tecpatán errichtet. Am 3. Dezember 1764 gab es im Ort Tecpatán ein verheerendes Feuer, bei dem 490 Häuser beschädigt wurden. 1883 wurde das Dominikanerkloster aufgegeben. Im Zuge der konstitutionellen Revolution in Chiapas wurde Tecpatán unter dem Kommando von General Jesús Agustín Castro (1887–1954) 1914 eine unabhängige Gemeinde. 1961 wurde Tecpatán durch den Gouverneur Samuel León Brindis (1895–1987) als Municipio eingestuft.
Durch den Bau der Stauanlage Nezahualcóyotl im Jahr 1966 wurden weite Teile des Territoriums in Tecpatán überflutet. Unter anderem die Gemeinde Quechula, deren Kirchenruinen bei Niedrigwasser im Río Grijalva zum Vorschein kommen. Es sind die Überreste eines ehemaligen Gebäudes der Dominikaner aus dem 16. Jahrhundert.

## Präsidenten seit 1962
- 1962–1964: Nereo González Camacho
- 1965–1967: Joel Conde Náñez
- 1967–1970: José Guadalupe Jiménez Aguilar
- 1971–1973: Maclovio Náñez Mancilla
- 1974–1976: José Irene Marín López
- 1977–1979: Adín González Rodríguez
- 1980–1982: Ciro Domínguez Camacho
- 1983–1985: Miguel Conde Náñez
- 1986–1988: Juan Náñez Mancilla
- 1989–1991: Audomaro Rodríguez Marín
- 1991: Darinel González Reyes
- 1992–1995: Flavio Domínguez Camacho
- 1996–1998: Jorge Guzmán lópez
- 1998–2001: Ovidio Álvarez Álvarez
- 2002–2004: Nereo de la Cruz Robles[8]
- 2005–2007: Armando Pastrana Jiménez
- 2008–2010: Patricia del Carmen Conde Ruiz
- 2011–2012: Luis Enrique Aguilar Márquez
- 2013–2016: Rodolfo Guzman
- 2016–2018: Armando Pastrana Jiménez
- seit 2018: Patricia Haydeé Guzmán Arvizu[9]